# Katharinenkapelle (Mindelheim)

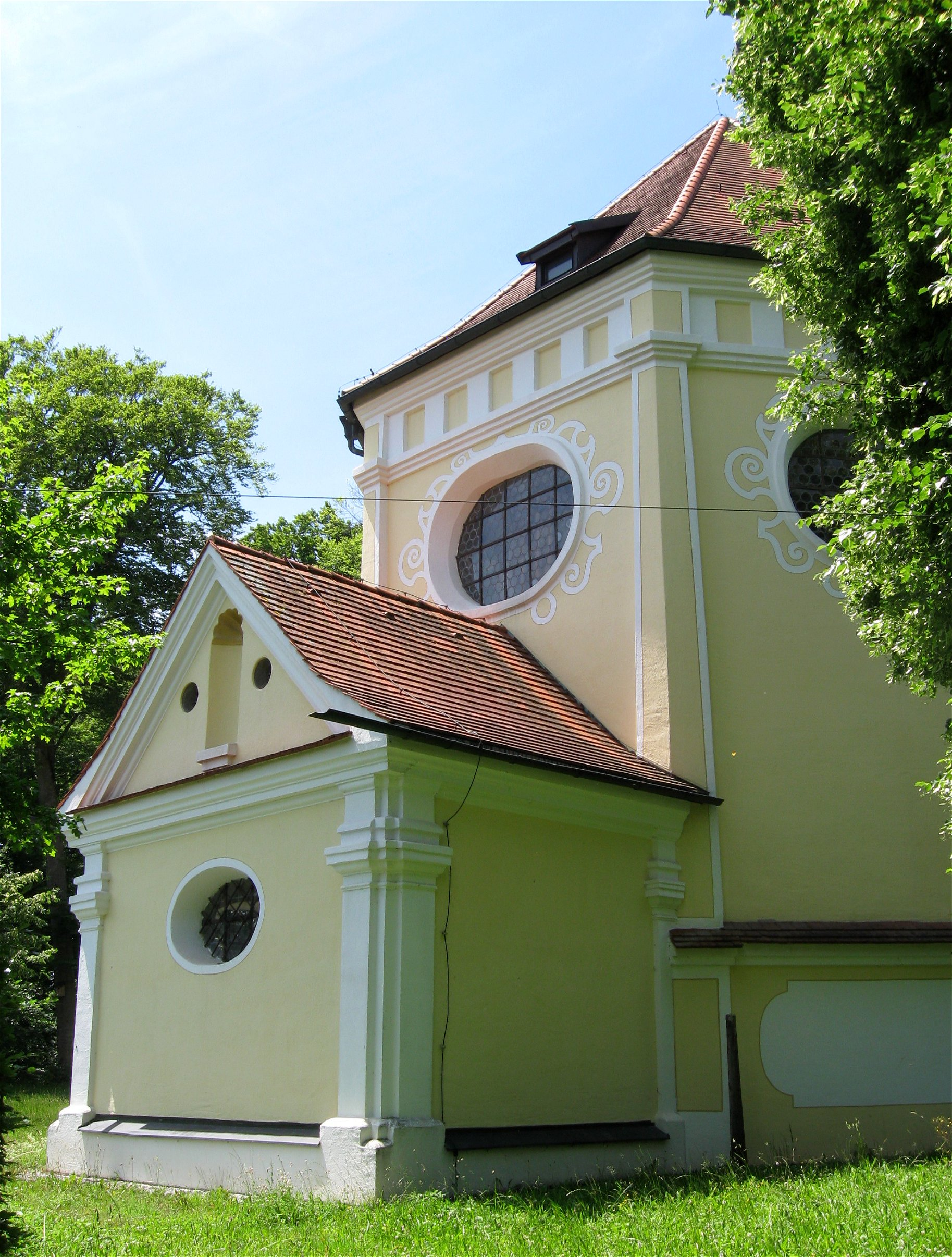
Katharinenkapelle in Mindelheim

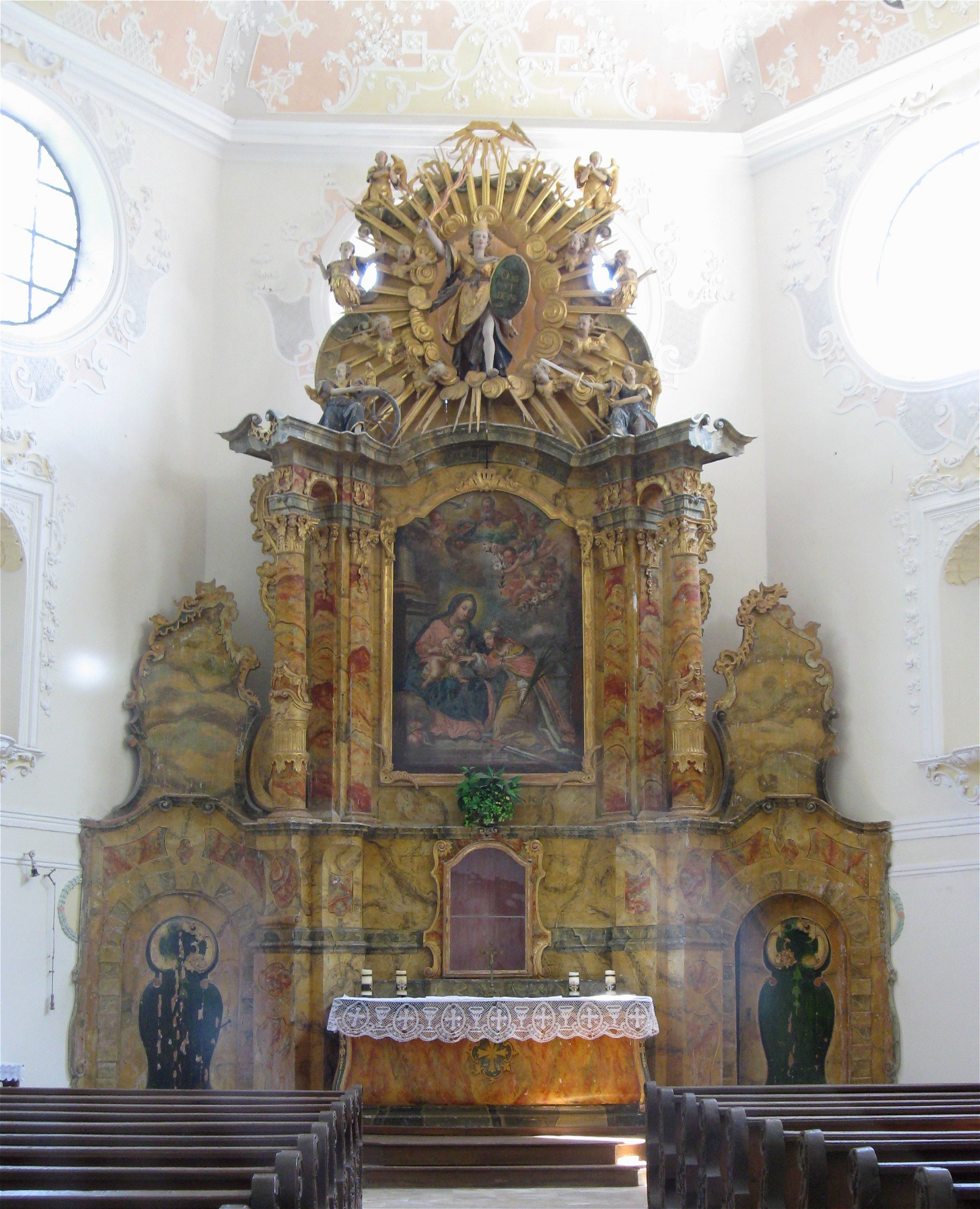
Altar

Die katholische Katharinenkapelle in Mindelheim, der Kreisstadt des Landkreises Unterallgäu in Bayern, wurde 1606/07 errichtet. Die Kapelle an der Memminger Straße 42 ist ein geschütztes Baudenkmal.

## Architektur
Der achteckige Zentralbau mit Dachreiter besitzt einen Verbindungsbau zum anschließenden ehemaligen Mesnerhaus. In der ersten Hälfte des 18. Jahrhunderts erfolgte eine Umgestaltung. Die Westempore entstand um 1720/30.

## Ausstattung
Der zweisäulige Altaraufbau mit dem Gemälde der mystischen Vermählung der hl. Katharina von Alexandrien entstand um 1750. Im Auszug in Form einer Wolken- und Strahlenglorie steht die Figur des Erzengels Michael. Die Kanzel ist im Stil des Altars gestaltet.